# Djamel Zidane
Djamel Zidane (28 d'abril de 1955 a Alger, Algèria) és un exfutbolista algerià.
Disputà dues Copes del Món de futbol amb la selecció algeriana, les edicions de 1982 i 1986. En aquesta segona marcà un gol.
Pel que fa a clubs, passà la major part de la seva carrera al futbol belga, defensant els colors de clubs com KSC Lokeren, KV Kortrijk o KRC Genk.